# Lüsslingen
Lüsslingen är en ort i kantonen Solothurn, Schweiz. 
Lüsslingen var tidigare en egen kommun, men den 1 januari 2013 slogs den ihop med kommunen Nennigkofen till kommunen Lüsslingen-Nennigkofen.